# 후카미 야스히로
후카미 야스히로(일본어: 深見 安博, 1919년 11월 26일 ~ 1972년 4월 9일)는 일본의 전 프로 야구 선수이자 야구 지도자이다. 효고현 고베시 출신이며 현역 시절 포지션은 외야수였다.

## 인물
호토쿠 상업학교 시절에는 팀의 에이스이자 4번 타자로 활약했고 주오 대학, 서일본 철도를 거쳐 1950년에 서일본 철도에 의해서 창단한 퍼시픽 리그팀 니시테쓰 클리퍼스에 입단했다. 프로 1년차 1950년에는 타율 0.279, 홈런 22개를 기록했다. 1952년 개막 직후 오시타 히로시와의 맞트레이드로 당시 니시테쓰의 주력 투수였던 오가타 도시아키와 함께 도큐 플라이어스로 이적했다. 그 해에 25개의 홈런을 기록하여 퍼시픽 리그 홈런왕에 올랐지만 이는 일본 프로 야구 역사상 유일하게도 2구단에 걸친 홈런왕(니시테쓰에서 2홈런, 도큐에서 23홈런을 기록)이었고 현재 후카미 이외에 달성한 선수는 아무도 없다.
그 후 1954년에 다카하시 유니온스, 1955년에 난카이 호크스로 이적했지만 이렇다 할만한 활약은 없었고 주로 대타로서 출전하는 일이 많았다. 1957년을 끝으로 현역에서 은퇴했다.
은퇴 후 사회인 야구팀인 닛탄 다카마쓰(1958년 ~ 1960년 감독)를 시작으로 니시테쓰(1961년 ~ 1963년 2군 타격 코치, 1964년 1군 타격 코치, 1965년 1군 수석 코치), 히로시마(1968년 ~ 1969년 2군 감독, 1970년 1군 타격 코치) 등에서 감독과 코치를 두루 역임했다. 닛탄 다카마쓰 시절에는 가키모토 미노루, 류 겐이치, 구로에 유키노부 등을 지도했고 니시테쓰 시절인 1965년에는 나카니시 후토시가 건강상의 이유로 휴양 생활에 들어간 것에 의해 4월 18일부터 5월 11일까지 13경기 동안 감독 대행을 맡았다. 히로시마 시절에는 기누가사 사치오, 야마모토 고지, 미즈타니 지쓰오, 미무라 도시유키 등 젊은 선수들을 지도했다.
1972년 4월 9일에 사망했다(향년 52세).

## 상세 정보

### 출신 학교
- 호토쿠 상업학교(현: 호토쿠가쿠엔 고등학교)
- 주오 대학

### 선수 경력
- 서일본 철도
- 니시테쓰 클리퍼스·니시테쓰 라이온스(1950년 ~ 1952년)
- 도큐 플라이어스(1952년 ~ 1953년)
- 다카하시 유니온스(1954년)
- 난카이 호크스(1955년 ~ 1957년)

### 지도자 경력
- 닛탄 다카마쓰 감독(1958년 ~ 1960년)
- 니시테쓰 라이온스 2군 타격 코치(1961년 ~ 1963년)
- 니시테쓰 라이온스 1군 타격 코치(1964년)
- 니시테쓰 라이온스 1군 수석 코치(1965년)
- 히로시마 도요 카프 2군 감독(1968년 ~ 1969년)
- 히로시마 도요 카프 1군 타격 코치(1970년)

### 수상·타이틀 경력
- 홈런왕 : 1회(1952년)

### 개인 기록
- 올스타전 출장 : 1회(1953년)

### 등번호
- 1(1950년)
- 5(1951년 ~ 1952년 시즌 도중)
- 27(1952년 시즌 도중 ~ 1953년)
- 26(1954년)
- 6(1955년 ~ 1957년)
- 70(1961년 ~ 1965년)
- 64(1968년 ~ 1970년)

### 연도별 타격 성적
| 연 도      | 소 속      | 경 기 | 타 석 | 타 수 | 득 점 | 안 타 | 2 루 타 | 3 루 타 | 홈 런 | 루 타 | 타 점 | 도 루 | 도 루 자 | 희 생 번 | 희 생 플 | 볼 넷 | 고 4 | 사 구 | 삼 진 | 병 살 타 | 타 율 | 출 루 율 | 장 타 율 | O P S |
| ---------- | ---------- | ----- | ----- | ----- | ----- | ----- | ------- | ------- | ----- | ----- | ----- | ----- | -------- | -------- | -------- | ----- | ---- | ----- | ----- | -------- | ----- | -------- | -------- | ----- |
| 1950년     | 니시테쓰   | 108   | 466   | 408   | 66    | 114   | 21      | 0       | 22    | 201   | 77    | 12    | 4        | 2        | --       | 53    | --   | 3     | 48    | 9        | .279  | .366     | .493     | .859  |
| 1951년     | 니시테쓰   | 72    | 211   | 188   | 30    | 45    | 8       | 0       | 8     | 77    | 23    | 5     | 6        | 2        | --       | 21    | --   | 0     | 23    | 6        | .239  | .316     | .410     | .725  |
| 1952년     | 니시테쓰   | 12    | 42    | 38    | 5     | 10    | 2       | 0       | 2     | 18    | 6     | 1     | 1        | 0        | --       | 4     | --   | 0     | 8     | 0        | .263  | .333     | .474     | .807  |
| 1952년     | 도큐       | 96    | 412   | 377   | 60    | 111   | 25      | 2       | 23    | 209   | 75    | 11    | 6        | 1        | --       | 33    | --   | 1     | 50    | 7        | .294  | .353     | .554     | .907  |
| '52 소계   | 도큐       | 108   | 454   | 415   | 65    | 121   | 27      | 2       | 25    | 227   | 81    | 12    | 7        | 1        | --       | 37    | --   | 1     | 58    | 7        | .292  | .351     | .547     | .898  |
| 1953년     | 도큐       | 102   | 356   | 315   | 39    | 63    | 12      | 0       | 19    | 132   | 57    | 2     | 5        | 0        | --       | 40    | --   | 1     | 55    | 10       | .200  | .292     | .419     | .711  |
| 1954년     | 다카하시   | 90    | 236   | 207   | 25    | 55    | 9       | 2       | 6     | 86    | 27    | 1     | 2        | 0        | 3        | 26    | --   | 0     | 46    | 9        | .266  | .343     | .415     | .759  |
| 1955년     | 난카이     | 111   | 282   | 263   | 25    | 72    | 9       | 1       | 5     | 98    | 40    | 7     | 2        | 2        | 0        | 14    | 0    | 3     | 39    | 10       | .274  | .318     | .373     | .690  |
| 1956년     | 난카이     | 17    | 15    | 13    | 1     | 3     | 3       | 0       | 0     | 6     | 1     | 0     | 0        | 0        | 0        | 2     | 0    | 0     | 5     | 0        | .231  | .333     | .462     | .795  |
| 1957년     | 난카이     | 9     | 9     | 8     | 1     | 2     | 1       | 0       | 0     | 3     | 0     | 0     | 0        | 0        | 0        | 1     | 0    | 0     | 4     | 0        | .250  | .333     | .375     | .708  |
| 통산 : 8년 | 통산 : 8년 | 617   | 2029  | 1817  | 252   | 475   | 90      | 5       | 85    | 830   | 306   | 39    | 26       | 7        | 3        | 194   | 0    | 8     | 278   | 51       | .261  | .335     | .457     | .792  |

- 굵은 글씨는 시즌 최고 성적.